# The Last Minute
A The Last Minute 2001-ben bemutatott amerikai–brit filmthriller, melyet Stephen Norrington írt és rendezett. A főszerepben Max Beesley látható.
A filmet nem mutatták be Magyarországon, így magyar nyelven sem jelent meg.

## Cselekmény
Az óra a végső perc felé ketyeg, de ezt senki sem tudja. Senki sem, kivéve Billy Byrne-t: fiatal, vagány és tehetséges, ő a következő nagy siker. Legalábbis ezt mondják a londoni sztárok az utcákon, a klubokban, az üzletekben. De kiderül, hogy mindenki téved, és egy másodperc alatt mindennek vége. Billy álomvilága hirtelen szétesik, elveszti önbizalmát. Hamarosan eljut a "londoni alvilágba" – a sorozatgyilkosok, tolvajok és tehetségügynökök veszélyes földjére.

## Szereplők
- May Beesley – Billy Bryne
- Tom Bell – Grimshanks
- Jason Isaacs – Dave "Percy" Sledge
- Ciarán McMenamin – Garvey
- Kate Ashfield – Janey
- Frank Harper – Cabbie
- Udo Kier – náci divatfotós
- Liz May Brice – Sally
- Emily Corrie –Anna